# NGC 6616
NGC 6616 est une galaxie spirale compacte située dans la constellation d'Hercule. Sa vitesse par rapport au fond diffus cosmologique est de 5 443 ± 40 km/s, ce qui correspond à une distance de Hubble de 80,3 ± 5,7 Mpc (∼262 millions d'al). NGC 6616 a été découverte par l'astronome américain Lewis Swift en 1885.
La classe de luminosité de NGC 6616 est I-II.

## Supernova
La supernova SN 2002dk a été découverte dans NGC 6616 le 13 juin par W. D. Li  dans le cadre du programme conjoint LOTOSS/KAIT de l'Observatoire de Lick et The Katzman Automatic Imaging Telescope de l'université de Californie à Berkeley. Cette supernova était de type Ia.